# Альпійська пустеля та тундра Паміру
Альпійська пустеля та тундра Паміру (ідентифікатор WWF: PA1014) — палеарктичний екорегіон гірських луків та чагарників, розташований в горах Центральної Азії.

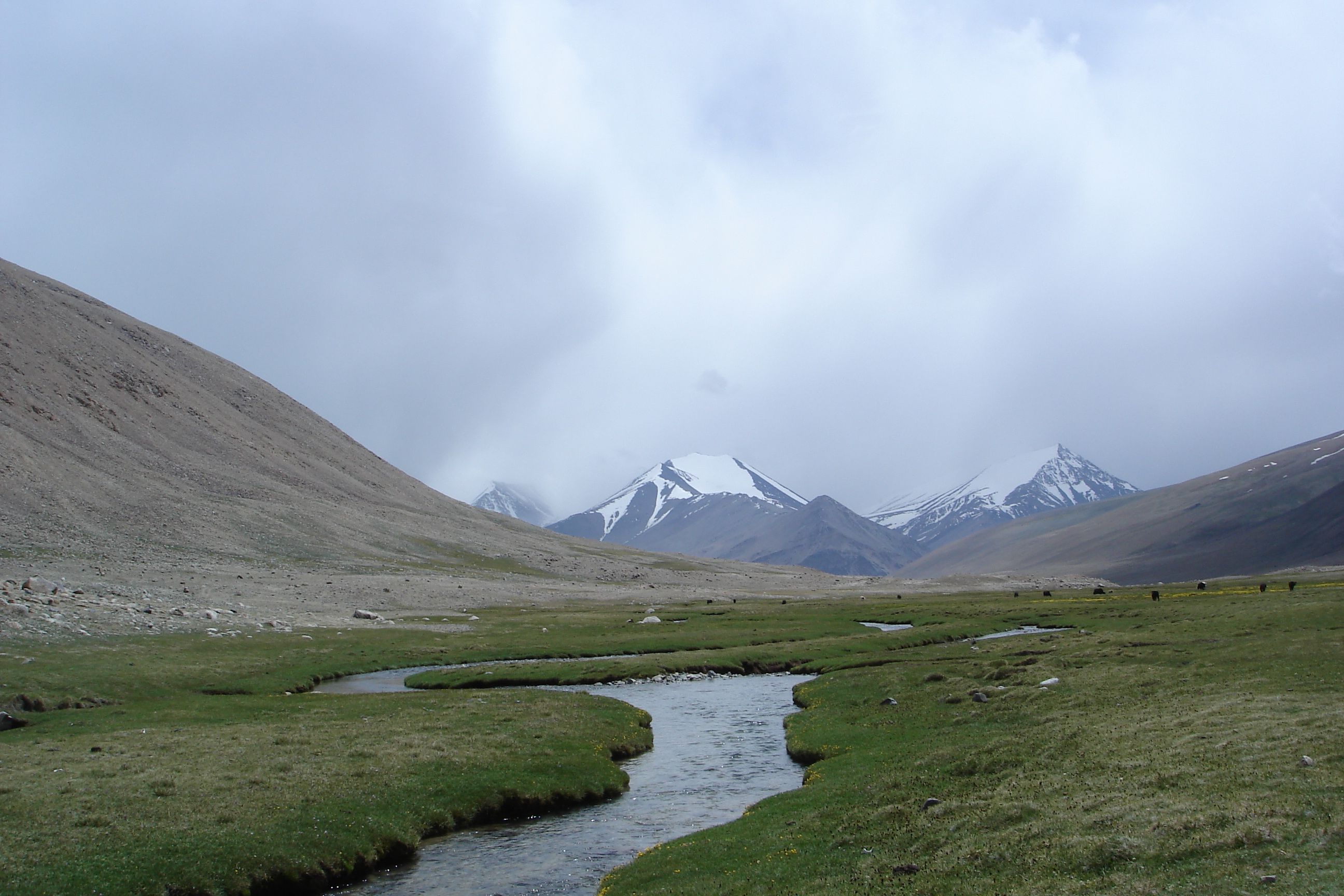
Альпійська тундра Паміру

## Географія
Екорегіон альпійської пустелі та тундри Паміру розташований в горах Паміру, переважно на території Таджикистану, а також на півдні Киргизстану, на крайньому заході китайської провінції Сіньцзян та на півночі регіону Вахан в Афганістані. Він має протяжність приблизно 275 км із заходу на схід та 250 км з півночі на південь.
Високий гірський масив Паміру характеризується широкими долинами та стрімкими гірськими схилами. Він розташований на перетині кількох найбільших гірських хребтів Центральної Азії: з північного сходу до нього прилягає Тянь-Шань, з південного заходу — Гіндукуш, з півдня — Каракорум, з південного сходу — Гімалаї. На сході, в районі Кашгару, починається великий Таримський басейн, майже всю територію якого займає пустеля Такла-Макан. Загалом Памір екологічно та географічно є подібний до Тибету, хоча при середній висоті 4200 м над рівнем моря він є нижчим і має більш теплий клімат, ніж значна частина Тибетського нагір'я. Памір також має більший перепад висот, ніж Тибет, — різниця між висотою деяких гірських хребтів і сусідніх долин в ньому становить 1000-1500 м. Найвищою вершиною Паміру є гора Конгур в Китаї висотою 7649 м. На схилах Конгура, а також на схилах гори Музтаг-Ата в Китаї та Заалайського хребта в Таджикистані, висота яких перевищує 7400 м над рівнем моря, розташовані одні з найбільших гірських льодовиків у світі.

## Клімат
У межах екорегіону переважає альпійський клімат (ET за класифікацією Кеппена). Середня температура коливається від 0 °C до -8 °C. Середні літні температури коливаються від 2 до 10 °C, що означає, що Памір є занадто холодний, щоб підтримувати існування лісів. Оскільки регіон сонячний і посушливий, добова амплітуда температури особливо значна і становить до 60 °C. Середньорічна кількість опадів на Памірі коливається від 40 до 150 мм. Ці екстримальні посушливі та холодні умови посилюються постійними сильними вітрами, створюючи середовища існування, які добре підходять для трав і повільно зростаючих подушкоподібних рослин.

## Флора
Луки та напівпустелі Памірського нагір'я є головним біогеографічним бар'єром між середземноморсько-центральноазійською флорою, флорою Південної Азії, де відчувається вплив мусонів, та флорою континентальних просторів Центральної Азії. Флора високогір'їв екорегіону є схожою на флору Тибетського нагір'я, з яким Памір має тісну географічну спорідненість, однак тут також відчувається значний вплив Середземномор'я.
Екорегіону притаманна досить чітко виражена висотна поясність. На найнижчих висотах в ньому розташована кам'янисто-галькова пустеля. Тут переважають галофіти (солестійкі рослини), зокрема різні види солонця (Salicornia spp.). На більших висотах в Памірі поширені напівпустелі, а на ще вищих висотах — гірський степ. У напівпустелях регіону переважають колючі подушкоподібні рослини, зокрема різні види акантолімону (Acantholimon spp.), полину (Artemisia spp.) та ковили (Stipa spp.). У гірському степу, подібно до Євразійського степу, переважає ковила (Stipa spp.) та костриця (Festuca spp.). Ще вище в горах Паміру поширені альпійські луки, де переважають різні види кобрезії (Kobresia spp.) та осоки (Carex spp.), а також різнотрав'я, представлене різними видами жовтця (Ranunculus spp.), тирлича (Gentiana spp.), горобинця (Oxytropis spp.), перстача (Potentilla spp.), первоцвіта (Primula spp.), шолудивника (Pedicularis spp.), та альпійський степ, представлений різними видами костриці (Festuca spp.), ковили (Stipa spp.), тонконогу (Poa spp.) та ковильця (Ptilagrostis spp.). Ці луки є подібними до тих, що поширені на більшій частині Тибету і Тянь-Шаню. На висоті 4400 м над рівнем моря, поблизу верхньої межі поширення рослинності і снігової лінії, рослинний покрив рідкісний і складається з витривалих багаторічних трав, таких як різні види оливнику (Rhodiola spp.), гіркого кореня (Saussurea spp.), пижма (Tanacetum spp.) та ломикаменя (Saxifraga spp.). Багато з них мають подушкоподібну форму та короткий, підземний каудекс (стеблокорінь) — здерев'янілий стрижневий корінь, який накопичує вуглеводи, коли частина рослини, що знаходиться вище рівня землі, взимку відмирає.
В екорегіоні зустрічається кілька типів альпійських пустель. Рослинний покрив в них складають невисокі розгалужені чагарники, подушкоподібні рослини та густі дерноутворюючі трави. Також зустрічаються альпійські тонкотравні степи ти кобрезіє-осикові пустища. Значна частина регіону (близько 32 %) має вигляд гравійних осипів, скель та льодовиків, і повністю або майже повністю позбавлена рослинності.
Загалом флора Паміру нараховує близько 620 видів. Вона має сильну фітогеографічну спорідненість із флорою прилеглого Тибетського нагір'я. До середньоазійських видів, поширенях і в Тибеті, і в Памірі, відносяться найбільш поширені рослини регіону. Серед таких видів слід відзначити сірий білолізник (Krascheninnikovia ceratoides), діапенсієвидний акантолімон (Acantholimon diapensioides), тонку аянію (Ajania gracilis), тибетську аянію (Ajania tibetica), несправжньосмердючу осоку (Carex pseudofoetida), ситник Томсона (Juncus thomsonii), дернистий тілакоспермум (Thylacospermum caespitosum), товстолисту хрістолею (Christolea crassifolia), багатолисточковий горобинець (Oxytropis chiliophylla), довгоприквіткову котячу м'яту (Nepeta longibracteata), різнолистий м'яточник (Dracocephalum heterophyllum), розсіченолистий шолудивник (Pedicularis cheilanthifolia) та різні види кобрезії (Kobresia spp.).
На альпійську флору Паміру також впливає ірано-афганська (середньоазійська) флора. Тут зустрічаються альпійські види, які походять із Середньої Азії, а не з Тибету, зокрема собаче мило Гріффіта (Pleioneura griffithiana), кокандський гусинець (Arabis kokanica), памірська хрістолея (Christolea crassifolia var. pamirica), двійчатка Федченко (Didymophysa fedtschenkoana), бліда розулярія (Rosularia radicosa) та змієплідний астрагал (Astragalus ophiocarpus). Також на Памірі ростуть деякі пов'язані з середньоазійськими видами неоендеміки (ендемічні види, які еволюціонували нещодавно та тісно пов'язані з більш поширеними таксонами). Серед таких видів слід навести памірську браю (Braya pamirica), красивий горобинець (Oxytropis bella), алічурський астрагал (Astragalus alitschuri) та жовтувато-сіру кузинію (Cousinia rava).
Багато середньоазійських видів рослин зустрічаються на Памірі, але не в Тибеті, оскільки більш складний рельєф Паміру формує деякі оселища, відсутні в Тибеті. Інша причина полягає в тому, що, на відміну від Західного Тибету, Памір, принаймні його південно-східну частину, не було знищено льодовиками в плейстоцені. Серед видів, поширених на Памірі, однак не в Тибеті, слід відзначити памірську вербу (Salix pycnostachya) та вербу Федченко (Salix fedtschenkoi), що зустрічаються в долинах річок, а також вовче тіло Залєсова (Comarum salesovianum), дріадоцвітний куриський чай (Dasiphora dryadanthoides), одноцвітну іргу (Cotoneaster uniflorus), гривасту жовту акацію або верблюжий хвіст (Caragana jubata), а також різні види порічків (Ribes spp.), шипшини (Rosa spp.), таволги (Spiraea spp.) та берези (Betula spp.).

## Фауна
Серед великих хижих ссавців, поширених в регіоні, слід відзначити тянь-шаньського бурого ведмедя (Ursus arctos isabellinus), ендеміка гір Центральної Азії, рідкісного снігового барса або ірбіса (Panthera uncia) та вовка (Canis lupus). Ці види були зафіксовані в Ташкурганському заповіднику в Китаї та в Мургабському районі на сході Таджикистану. В останньому, за підрахунками дослідників, мешкає 180-300 снігових барсів. Під час спостереження цього виду у 2011-2013 роках в Ташкурганському заповіднику також були помічені кілька зграй тянь-шаньських куонів (Cuon alpinus hesperius). Серед інших поширених в регіоні хижаків слід відзначити звичайну лисицю (Vulpes vulpes), тибетську рись (Lynx lynx isabellinus), манула (Otocolobus manul), степового кота (Felis lybica), кам'яну куницю (Martes foina), степового тхора (Mustela eversmanii) алтайську мустелу (Mustela altaica), горностая (Mustela erminea) та річкову видру (Lutra lutra).
На альпійських степах і луках Паміру пасуться численні дикі вівці і кози. Найбільш поширеним видом є сибірський козел (Capra sibirica). За останні роки також збільшилась популяція гвинторогого козла або мархура (Capra falconeri), натомість блакитні нахури або бхарали (Pseudois nayaur) поширені переважно в Тибеті, а на Памірі є дуже рідкісними. Памірські гірські барани (Ovis ammon polii), також відомі як барани Марко Поло, є ендеміками регіону. Цей підвид архара був названий на честь відомого мандрівника Марко Поло, першого європейця, що повідомив про існування цієї тварини.
Серед дрібних ссавців, поширених в регіоні, слід відзначити довгохвостого бабака (Marmota caudata), пустельного зайця (Lepus tibetanus), кучерявого зайця (Lepus oiostolus), довговуху пискуху (Ochotona macrotis), руду пискуху (Ochotona rutila), сріблясту гірську полівку (Alticola argentatus), алайського сліпачка (Ellobius alaicus), вузькоголову норицю (Stenocranius gregalis), арчеву полівку (Microtus yuldaschi) та сірого хом'ячка (Nothocricetulus migratorius).
В екорегіоні мешкає близько 220 видів птахів. На холодному і посушливому сході екорегіону зустрічаються тибетські саджі (Syrrhaptes tibetanus), серподзьоби (Ibidorhyncha struthersii), круки (Corvus corax), памірські рогаті жайворонки (Eremophila alpestris albigula) та кумаї (Gyps himalayensis). На берегах озер, на висоті майже 4000 м над рівнем моря, гніздяться буроголові мартини (Chroicocephalus brunnicephalus) та гірські гуски (Anser indicus), тоді як тибетські улари (Tetraogallus tibetanus) віддають перевагу скелястим гірським схилам. На висоті до 6000 м над рівнем моря зустрічаються звичайні галки (Corvus monedula) та снігові в'юрки (Montifringilla nivalis). 
Західний Памір характеризується більшим різноманіттям птахів, що пояснюється більшим різноманяттм форм рельєфу та близькістю до Середньої Азії. Тут зустрічаються індійські вивільги (Oriolus kundoo), гімалайські улари (Tetraogallus himalayensis), кремовогорлі кеклики (Alectoris chukar), довгохвості сорокопуди (Lanius schach) та азійські монархи-довгохвости (Terpsiphone paradisi). Серед рідкісних хижих птахів, поширених в регіоні, слід відзначити орлана-довгохвоста (Haliaeetus leucoryphus), чорного грифа (Aegypius monachus) та балабана (Falco cherrug).
Серед плазунів екорегіону слід відзначити гімалайську агаму (Paralaudakia himalayana), різнобарвного полоза (Hemorrhois ravergieri), водяного вужа (Natrix tessellata), алайського асімблефара (Asymblepharus alaicus) та звичайного щитомордника (Gloydius halys).

## Збереження
Оцінка 2017 року показала, що 25 429 км², або 22 % екорегіону, є заповідними територіями. Природоохоронні території включають Таджицький національний парк і Державний заповідник Зоркуль в Таджикистані, а також Ташкурганський заповідник в Китаї.